# آکیچکین پوچینوک
آکیچکین پوچینوک (به لاتین: Akichkin Pochinok) یک منطقهٔ مسکونی در روسیه است که در استان آرخانگلسک واقع شده‌است.